# Diamond DA50
Diamond DA50 Super Star in DA50 Magnum sta 5-sedežni kompozitni visokosposobni športni letali avstrijskega proizvajalca Diamond Aircraft Industries.Letalo so predstavili leta 2006, prvi leta je bil 4. aprila 2007, vendar letalo zaenkrat ni vstopilo v serijsko proizvodnjo. DA50 ima opcijo balističnega reševalnega padala za večjo varnost. Verzijo DA50 SuperStar bo poganjal bencinski motor, verzijo DA50 Magnum pa dizelski, predlagana je tudi verzija DA50-JP7 s turbopropelerskim motorjem.

## Specifikacije (DA50 SuperStar)
Podatki iz Diamond Aircraft
Splošne značilnosti
- Posadka: 1
- Število sedežev: 4 potniki
- Dolžina: 28 ft 11 in (8,81 m)
- Razpon kril: 38 ft 4 in (11,68 m)
- Višina: 7 ft 3 in (2,21 m)
- Površina kril: 148 sq ft (13,7 m2)
- Teža praznega letala: 2.200 lb (998 kg)
- Bruto teža: 3.560 lb (1.615 kg)
- Kapaciteta goriva: 280 litrov (74 am. galon)
- Pogon letala: 1 × Teledyne Continental TSIOF-550J 6-valjni štiritaktni motor, 350 hp (260 kW)
- Propelerji: št. lopatic: 3 Opcija 4-krakega s konstantimi vrljaji

Zmogljivost
- Potovalna hitrost: 200 kn (230 mph; 370 km/h)

Letalska elektronika

- Garmin G1000